# Wasserstoffbioreaktor

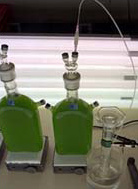
Wasserstoffproduktion durch Algen im Labormaßstab

Ein Wasserstoffbioreaktor ist ein Bioreaktor, in dem die biologische Produktion von Wasserstoffgas stattfindet. Die Produktion von Wasserstoffgas kann hierbei auf verschiedene Weisen erfolgen. So können Algen unter bestimmten Bedingungen Wasserstoff erzeugen. In den späten 1990er Jahren entdeckte man dieses veränderte Verhalten der Algen bei Schwefelmangel. Die Algen stellen die Erzeugung von Sauerstoff ein und erzeugen das Wasserstoffgas. Eine andere Möglichkeit besteht in der Konstruktion eines Wasserstoffbioreaktors, dessen Basis Bakterien bilden. Hierbei besteht die Möglichkeit, ein zweistufiges System zu etablieren, in welchem thermophile Bakterien sowie Cyanobakterien Verwendung finden.
Eine Technologie dieser Art ist insofern interessant, als der so produzierte Biowasserstoff als klimaneutraler Energieträger verwendet werden kann. So könnte ein Algenzuchtbetrieb in der Größe von Texas genug Wasserstoff produzieren, um den weltweiten Energiebedarf zu decken. Die Wasserstoffproduktion aus einer Zucht von 25.000 Quadratkilometern könnte den gesamten Benzinverbrauch der USA ersetzen. Dies ist weniger als ein Zehntel der Fläche der Sojaproduktion der USA (Stand 2006).

## Geschichte
Den ersten Nachweis, dass Mikroorganismen Wasserstoff bilden können, erbrachte der deutsche Biochemiker Felix Hoppe-Seyler  Ende des 19.  Jahrhunderts. Die meisten Bakterien und Pilze erzeugen Wasserstoffgas im Zusammenhang mit Gärungsprozessen.
Im Jahre 1939 entdeckte der deutschstämmige Biochemiker Hans Gaffron bei Grünalgen die Fähigkeit, zeitweise Wasserstoff zu produzieren. Bis dahin war angenommen worden, dass nur prokaryotische Organismen über diese Möglichkeit verfügen. Die Hintergründe dieses Prozesses konnte er allerdings nicht klären. Anfang der 1970er Jahre konnte dann der Zusammenhang zwischen Wasserstoffmetabolismus und Photosynthese nachgewiesen werden, es sollte aber noch einmal fast 30 Jahre dauern, bis das volle Potential einzelliger Grünalgen für die Herstellung von H2 aufgezeigt werden konnte
Um 1990 beobachtete Anastasios Melis, ein Forscher der University of California in Berkeley, dass Schwefelmangel bei der Alge Chlamydomonas reinhardtii eine Veränderung des Photosyntheseprozesses bewirkt, welcher wiederum der von Gaffron beschriebenen Wasserstoffproduktion zugrunde liegt.
Um in der Energieerzeugung Verwendung zu finden, ist es allerdings nötig, die Wasserstoffproduktion effizienter (beziehungsweise ökonomischer) zu gestalten. So gelang es 2006 Forschern der Universitäten Bielefeld und Queensland, die Alge Chlamydomonas reinhardtii genetisch dahingehend zu verändern, dass sie gegenüber dem Wildtyp ein bis zu Fünffaches an Wasserstoff produzieren kann.
Weitere Forschungen beschäftigen sich mit der Gattung Scenedesmus Obliquus, die ebenfalls über Hydrogenasen zur  Wasserstoffproduktion mittels Photosynthese verfügt.

## Verfahren
Das Institut für Bio- und Lebensmitteltechnik des Karlsruher Institut für Technologie nennt als Möglichkeit für die Wasserstoffproduktion durch Mikroalgen die Art Chlamydomonas reinhardtii. Hierzu müssen sich die Algen in einer anaeroben Umgebung, in welcher ein Unterangebot an Schwefel herrscht, befinden.

## Probleme bei der Planung eines Bioreaktors
- Behinderung der photosynthetischen Wasserstoffproduktion durch das Entstehen eines elektrochemischen Potentials
- Durch kompetitive Hemmung wird die Erzeugung des Wasserstoffes durch Kohlendioxid behindert.
- Für eine effiziente Photosynthese wird eine Bicarbonatverbindung benötigt.
- Abspaltung von Elektronen
- Der Wirkungsgrad ist sehr klein. Die normale Energieeffizienz (Umsetzung von Sonnenlicht in Wasserstoff) muss mindestens 7 bis 10 Prozent erreichen, um ökonomisch zu werden. In ihrer natürlichen Form erreichen die Algen aber nur 0,1 %.

Man versucht, diese Probleme mit Hilfe der Biotechnik zu lösen.
Außerdem ist die Konstruktion des Bioreaktors unter anderem hinsichtlich des Lichtbedarfs eine zu lösende Problemstellung.

## Untersuchung
2006: An der Universität Karlsruhe wird ein Prototyp eines Bioreaktors gebaut, der 500–1000 Liter Algensubstrat fasst.